# Линия B (метрополитен Буэнос-Айреса)
Линия B — линия метрополитена Буэнос-Айреса. На сегодняшний день насчитывает 17 станций. Это единственная линия метрополитена Буэнос-Айреса, где в качестве токосъёма используется нижний боковой контактный рельс.

## История
В 1912 году Национальным конгрессом Аргентины был принят закон №8870, предусматривавший строительство линии метро, которая связала бы Главпочтамт Буэнос-Айреса, расположенный в районе Сан-Николас, с Центральным железнодорожным вокзалом Буэнос-Айреса. Длина туннеля была должна составить 8,7 км. Однако только 17 декабря 1927 года все стороны, участвовавшие в проекте, подписали финансовое соглашение в Нью-Йорке.
Первый участок линии был открыт 17 октября 1930 года между станциями Кальяо и Лакросе. Его длина составила 7 021 метр, а первую поездку по нему совершил тогдашний президент Аргентины Хосе Феликс Урибуру. 22 июня следующего года линия была продлена до станции Карлос Пеллегрини, а 1 декабря 1931 года — до станции Леандро Н. Алем.
9 августа 2003 года были открыты 2 новые станции: Тронадор и Лос-Инкас/Парке-Час, что позволило перевозить более 300 000 пассажиров в сутки. Дальнейшие работы по продлению линии начались 19 ноября 2004 года, однако станции Эчеверрия и Хуан Мануэль де Росас открылись лишь 26 июля 2013 года.